# Rust Epique
Charles A. „Rust Epique” Lopez (ur. 29 lutego 1968 w Stockton w stanie Kalifornia, zm. 9 marca 2004 w Las Vegas) – amerykański gitarzysta i malarz.
Był członkiem hardrockowej grupy Crazy Town, która wylansowała w 2001 przebój „Butterfly”. Odszedł z zespołu mimo sukcesu albumu The Gift of Game (1999). Założył nową grupę - pre)Thing. Pierwsza płyta zespołu została zapowiedziana na kwiecień 2004, popularność zyskała wcześniej piosenka „Faded Love”.
Zmarł nagle 9 marca 2004 w wieku 36 lat w swoim domu w Las Vegas na atak serca, krótko przed ukazaniem się wspomnianej płyty.